# Jakšić
Jakšić (srbsky Јакшић, maďarsky Jakusfölde) je vesnice a správní středisko stejnojmenné opčiny v Chorvatsku v Požežsko-slavonské župě. Nachází se asi 6 km severovýchodně od Požegy. V roce 2011 žilo v Jakšići 1 877 obyvatel, v celé opčině pak 4 058 obyvatel.
Součástí opčiny je celkem deset trvale obydlených vesnic.
- Bertelovci – 151 obyvatel
- Cerovac – 228 obyvatel
- Eminovci – 640 obyvatel
- Granje – 91 obyvatel
- Jakšić – 1 877 obyvatel
- Radnovac – 203 obyvatel
- Rajsavac – 313 obyvatel
- Svetinja – 67 obyvatel
- Tekić – 231 obyvatel
- Treštanovci – 257 obyvatel

Opčinou prochází státní silnice D51 a župní silnice Ž4116. Jižně od Jakšiće protéká řeka Orljava.